# Senato Subalpino
Per Senato Subalpino si intende, normalmente, il senato istituito da Carlo Alberto di Savoia, re di Sardegna in base allo Statuto Albertino emanato il 4 marzo 1848.

## Il nome
A Carlo Alberto spettava il titolo di re in riferimento al Regno di Sardegna. In realtà lo Stato non solo aveva come capitale Torino, ma aveva in Piemonte l'assoluta centralità degli interessi. Si coniò, pertanto, il termine Subalpino per indicare la nuova realtà politica.
Il nome Senato Subalpino, inoltre, richiama quello della Repubblica Subalpina, che ebbe una vita effimera sotto Napoleone: nata nel giugno 1800, già nel marzo del 1801 era stata inglobata totalmente dentro il sistema amministrativo e militare francese per cessare, anche formalmente, nel 1802.

## Storia
Il Senato subalpino del Regno di Sardegna si riunì a Torino dal 1848 al 1861, come espressione di una fase monarchico-costituzionale.
Lo Statuto albertino (che era una Carta Concessa dal sovrano, non una Costituzione in senso stretto) prevedeva per quello che riguarda il potere legislativo, un sistema bicamerale:
- una Camera elettiva (la Camera dei deputati).
- un Senato composto da membri nominati a vita dal Re.

Il re poteva scegliere i senatori nell'ambito di 21 categorie elencate dallo Statuto:
1. Gli Arcivescovi e Vescovi dello Stato
2. Il Presidente della Camera dei Deputati
3. I Deputati dopo tre legislature, o sei anni di esercizio
4. I Ministri di Stato
5. I Ministri Segretarii di Stato
6. Gli Ambasciatori
7. Gli Inviati straordinarii, dopo tre anni di tali funzioni
8. I Primi Presidenti e Presidenti del Magistrato di Cassazione e della Camera dei Conti
9. I Primi Presidenti dei Magistrati d'appello;
10. L'Avvocato Generale presso il Magistrato di Cassazione, ed il Procuratore Generale, dopo cinque anni di funzioni
11. I Presidenti di Classe dei Magistrati di appello, dopo tre anni di funzioni
12. I Consiglieri del Magistrato di Cassazione e della Camera dei Conti, dopo cinque anni di funzioni
13. Gli Avvocati Generali o Fiscali Generali presso i Magistrati d'appello, dopo cinque anni di funzioni
14. Gli Uffiziali Generali di terra e di mare. Tuttavia i Maggiori Generali e i Contr'Ammiragli dovranno avere da cinque anni quel grado in attività
15. I Consiglieri di Stato, dopo cinque anni di funzioni
16. I Membri dei Consigli di Divisione, dopo tre elezioni alla loro presidenza
17. Gli Intendenti Generali, dopo sette anni di esercizio
18. I membri della Regia Accademia delle Scienze, dopo sette anni di nomina
19. I Membri ordinarii del Consiglio superiore d'Istruzione pubblica, dopo sette anni di esercizio
20. Coloro che con servizi o meriti eminenti avranno illustrata la Patria
21. Le persone, che da tre anni pagano tremila lire d'imposizione diretta in ragione de' loro beni, o della loro industria

L'età minima era 40 anni.
Facevano parte di diritto del Senato i principi della famiglia reale, che vi entravano al compimento del ventunesimo anno d'età, ma acquisivano il diritto di voto solo dopo aver compiuto 25 anni.
Il presidente del Senato, così come i vice-presidenti erano nominati dal Re. Il primo presidente del Senato subalpino fu il conte Gaspare Coller, di Cuneo, presidente di cassazione, nominato il 3 maggio 1848.
Lo Statuto aveva istituito una monarchia costituzionale pura, nella quale, cioè, il potere esecutivo spettava al re che lo esercitava tramite un Governo da lui nominato e che rispondeva solo a lui.
Ben presto, soprattutto per merito di Camillo Benso di Cavour, il ruolo del Parlamento divenne fondamentale.
Il Senato, da principio era essenzialmente su posizioni conservatrici, sempre schierato in difesa delle prerogative reali, anche in forte contrasto con la Camera dei deputati.
Il Governo iniziò, allora, il ricorso alla nomina di senatori favorevoli al nuovo corso politico: si coniò, per indicare questo fenomeno, il termine "infornate". Cavour, nei suoi otto anni di Governo, propose la nomina di ben 158 senatori.
Secondo il modello inglese, le attribuzioni legislative della Camera alta non differivano da quelle della Camera elettiva, ma le leggi relative all'imposizione di tributi o all'approvazione dei bilanci dovevano essere esaminate prima dalla Camera dei deputati.
Il Senato svolgeva anche la funzione di Alta Corte di Giustizia per giudicare i crimini di alto tradimento e di attentato alla sicurezza dello Stato, nonché i Ministri accusati dalla Camera dei deputati. In tali casi il Senato non si configurava quale organo politico, ma giurisdizionale.

### Il Senato del Regno d'Italia
Come conseguenza della Seconda Guerra di Indipendenza la Lombardia fu unita al regno Sabaudo nel 1859 e poi gradualmente le altre regioni dell'Italia Centro settentrionale; dopo l'impresa dei Mille, anche l'ex Regno delle due Sicilie.
Per adeguarsi alla nuova situazione tra il 23 gennaio 1860 e il 7 febbraio 1861, in imminenza dell'inaugurazione, avvenuta il 18 febbraio, dell'ottava legislatura, si verificò l'immissione oltre che di nuovi senatori piemontesi e sardi, anche di lombardi, emiliani, romagnoli, toscani, marchigiani, umbri, napoletani e siciliani. Con le nuove nomine, la composizione del Senato arrivò a 219 membri.
Il Senato, diventato Senato del Regno (Italia), continuò a riunirsi nella sede del Senato subalpino.

## La sede
Sede del Senato subalpino era Palazzo Madama, che prende il nome da Madama Reale Maria Cristina di Borbone-Francia, vedova di Vittorio Amedeo I di Savoia e reggente del ducato in nome del figlio Carlo Emanuele II di Savoia, che vi abitò dal 1637. Vi si tenne la prima seduta del Parlamento istituito con lo Statuto albertino.

## Presidenti (1848-1861)
Elenco dei presidenti. La carica durava per ogni singola sessione della legislatura.
| Num. | Ritratto         | Nominativo                 | Periodo          | Periodo          | Collocazione politica | Legislatura |
| ---- | ---------------- | -------------------------- | ---------------- | ---------------- | --------------------- | ----------- |
| 1    |                  | Gaspare Coller             | 3 maggio 1848    | 28 dicembre 1848 | –                     | I           |
| 2    |                  | Giuseppe Manno             | 13 febbraio 1849 | 30 marzo 1849    | –                     | II          |
| 2    | 27 luglio 1849   | Giuseppe Manno             | 20 novembre 1849 | III              | –                     |             |
| 2    | 18 dicembre 1849 | Giuseppe Manno             | 19 novembre 1850 | IV               | –                     |             |
| 2    | 21 novembre 1850 | Giuseppe Manno             | 27 febbraio 1852 | IV               | –                     |             |
| 2    | 29 febbraio 1852 | Giuseppe Manno             | 21 novembre 1853 | IV               | –                     |             |
| 2    | 15 dicembre 1853 | Giuseppe Manno             | 29 maggio 1855   | V                | –                     |             |
| 3    |                  | Cesare Alfieri di Sostegno | 8 novembre 1855  | 16 giugno 1856   | Destra storica        | V           |
| 3    | 26 dicembre 1856 | Cesare Alfieri di Sostegno | 16 luglio 1857   | V                | Destra storica        |             |
| 3    | 6 dicembre 1857  | Cesare Alfieri di Sostegno | 14 luglio 1858   | VI               | Destra storica        |             |
| 3    | 19 dicembre 1858 | Cesare Alfieri di Sostegno | 21 gennaio 1860  | VI               | Destra storica        |             |
| 3    | 27 marzo 1860    | Cesare Alfieri di Sostegno | 17 dicembre 1860 | VII              | Destra storica        |             |

## Statistica
Senatori del Regno di Sardegna per anno di nomina
|        | 1848 | 1849 | 1850 | 1851 | 1852 | 1853 | 1854 | 1855 | 1856 | 1857 | 1858 | 1859 | 1860 | 1861 |
| ------ | ---- | ---- | ---- | ---- | ---- | ---- | ---- | ---- | ---- | ---- | ---- | ---- | ---- | ---- |
| Numero | 77   | 23   | 12   | 0    | 4    | 10   | 10   | 3    | 1    | 1    | 3    | 0    | 68   | 51   |